# Extremadura UD
Extremadura Unión Deportiva – hiszpański klub piłkarski, mający siedzibę w mieście Almendralejo w Estremadurze.

## Historia
Extremadura UD został założony w 2007 roku po upadku innego klubu z Estremadury, CF Extremadura, który został rozwiązany z powodu problemów finansowych.
W trzech pierwszych sezonach swojego istnienia, klub błyskawicznie awansował do Segunda División B. Siedem lat później, Extremadura UD dotarł do Segunda División, wygrywając z Cartageną 1-0 w ostatniej rundzie barażów o awans. W lutym 2022 klub został wycofany z rozgrywek Primera Federación, a w maju tego samego roku został rozwiązany.

## Sezony
| Sezon   | Liga       | Miejsce | Puchar Króla |
| ------- | ---------- | ------- | ------------ |
| 2007/08 | 1ª Reg.    | 1.      |              |
| 2008/09 | Reg. Pref. | 1.      |              |
| 2009/10 | 3ª         | 3.      |              |
| 2010/11 | 2ªB        | 19.     |              |
| 2011/12 | 3ª         | 3.      |              |
| 2012/13 | 3ª         | 1.      |              |
| 2013/14 | 3ª         | 6.      | I runda      |
| 2014/15 | 3ª         | 2.      |              |
| 2015/16 | 3ª         | 1.      |              |
| 2016/17 | 2ªB        | 13.     | II runda     |
| 2017/18 | 2ªB        | 4.      |              |

- 3 sezonów w Segunda División B
- 6 sezony w Tercera División

## Sukcesy
- Tercera División: 2012/13, 2015/16